# آلبرت ساکس کوبورگ و گوتا
شاهزاده آلبرت ساکس-کوبرگ و گوتا (به انگلیسی: Prince Albert of Saxe-Coburg and Gotha) (زاده ۲۶ اوت ۱۸۱۹ – درگذشته ۱۴ دسامبر ۱۸۶۱) همسر ملکه ویکتوریا بود.
آلبرت که دومین فرزند ارنست یکم دوک ساکس-کوبرگ و گوتا است، در سن ۲۰ سالگی با دخترعمه‌اش ویکتوریا ازدواج کرد.
حاصل این ازدواج ۹ فرزند بود. وی در سال ۱۸۶۱ در ۴۲ سالگی درگذشت. بعد از مرگ ملکه ویکتوریا، ادوارد هفتمادوارد پسر بزرگ او و آلبرت به عنوان اولین پادشاه خاندان ساکس-کوبرگ و گوتا به سلطنت بریتانیا رسید.